# Hayley Wickenheiser
Hayley Wickenheiser (Shaunavon, 12 agosto 1978) è un'ex hockeista su ghiaccio e giocatrice di softball canadese.

## Biografia
La Wickenheiser fa parte della nazionale canadese dal 1995, ed ha partecipato a ben cinque edizioni dei Giochi olimpici invernali: Nagano 1998, Salt Lake City 2002, Torino 2006 (dove - si è scoperto poi - giocò nonostante una frattura al polso), Vancouver 2010 e Soči 2014. Con la sua squadra ha vinto l'argento a Nagano e quattro ori consecutivi nelle edizioni successive. Ha vinto anche 4 edizioni del campionato mondiale femminile.
Nel 2003 fu ingaggiata dal Salamat, allora nella Suomi-sarja, la terza serie finlandese. Fu la prima donna a segnare una rete in un campionato maschile. Nella stagione 2003-04 mise a segno 2 gol e 10 assist in 23 incontri, e la squadra alla fine fu promossa nella Mestis, la seconda serie. Nel novembre 2006 è diventata capitana della nazionale, che ha guidato alla vittoria dei mondiali del 2007.
Atleta versatile, la Wickenheiser ha partecipato anche alle olimpiadi di Sydney 2000 con la squadra di softball.

## Palmarès

### Olimpiadi invernali
- 5 medaglie
  - 4 ori (a Salt Lake City 2002, Torino 2006, Vancouver 2010 e Sochi 2014)
  - 1 argento (a Nagano 1998)

### Mondiali
- 13 medaglie
  - 7 ori (Stati Uniti 1994, Canada 1997, Finlandia 1999, Canada 2000, Canada 2004, Canada 2007, Stati Uniti 2012)
  - 6 argenti (Svezia 2005, Cina 2008, Finlandia 2009, Svizzera 2011, Canada 2013, Canada 2016)